# Dinostigma muesebecki
Dinostigma muesebecki är en stekelart som beskrevs av Fischer 1966. Dinostigma muesebecki ingår i släktet Dinostigma och familjen bracksteklar. Inga underarter finns listade i Catalogue of Life.